# アーロン・ハルフェイカー
アーロン・ハルフェイカー (英語: Aaron Halfaker[ˈhæfeɪkər]、1983年12月27日-)は、アメリカ合衆国の計算機科学者。2020年まで、ウィキメディア財団にて主席研究員を務めていた。

## 教育と職歴
ハルフェイカーはセント・スコラスティカ大学で計算機科学の学士号を2006年に取得した。セント・スコラスティカ大学では、ハルフェイカーは最初は理学療法専攻として研究を始めたが、同大学の助教授ダイアナ・ジョンソンによるプログラミングの授業を受けたことがきっかけとなり、専攻を計算機科学に変更した。その後、ハルフェイカーはミネソタ大学ツインシティー校に進学、グループレンズ・リサーチと呼ばれる研究室に所属し、2013年に博士号を取得した。ハルフェイカーはウィキペディアについての研究、特にウィキペディアの活発な編集者数の減少についての研究で知られている。彼はウィキペディアについて、2007年ごろから「衰退期」に入り、それ以来衰退を続けていると主張している。ハルフェイカーは、ボットと呼ばれる、自動化されたウィキペディアのアカウントについても研究し、ウィキペディアへの新たな貢献者に影響を与える方法についても考察してきた。大学院生時代には、ハルフェイカーはR・スチュアート・ガイガーと共に、ウィキペディアの新たな編集ツールを開発した。このツールは「Snuggle」と呼ばれている。Snuggleの目的は、荒らしやスパム投稿を削除し、新しい編集者による建設的な貢献を目立たせることにあった。ハルフェイカーは、「目的版評価サービス」(Objective Revision Evaluation Service、略称ORES)と呼ばれる人工知能エンジンも開発した。 ORESは、ウィキペディアにおける荒らし投稿を特定し、信頼できる良い編集と区別する目的で開発された。